# Represión en Rafaela durante la dictadura
La ciudad de argentina Rafaela, en la provincia de Santa Fe, tuvo 18 jóvenes militantes populares desaparecidos o muertos durante el terrorismo de Estado en Argentina en las décadas de 1970 y 1980, la mayoría en las ciudades donde se desplazaban a estudiar o trabajar.

## Víctimas
Según los registros existentes, 18 personas nacidas en la ciudad de Rafaela o en sus cercanías fueron víctimas del terrorismo de Estado.  Entre ellas:
- Arriola, Analía Alicia (Detenida - Desaparecida el 09/02/1977. Fue secuestrada en Córdoba). Nació el 18 de noviembre de 1947 en Villa Cañas, provincia de Santa Fe. Cursó sus estudios en la Escuela Normal de la ciudad de Rafaela. Ingresó a la Escuela de Servicio Social de Santa Fe en el año 1970. Fue delegada de La Bancaria en el Banco Provincial de Santa Fe y perteneció a la Juventud Trabajadora Peronista (JTP).[2] Fue secuestrada y desaparecida junto a sus dos pequeños hijos, Nicolás y Mauricio, el 9 de febrero de 1977, al mediodía, en la ciudad de Córdoba. Los tres fueron llevados al Centro de Detención Clandestina "La Perla". Los niños fueron devueltos a sus abuelos el 18 de febrero de 1977. Analía continúa desaparecida.[3]
- Brú, Raúl Leonel: «El Oso» (Detenido - Desaparecido el 02/11/1976. Fue secuestrado en Córdoba) Nació el 10 de abril de 1952. En Rafaela, estudió en la escuela Normal y  jugó en el Club 9 de Julio, donde llegó a ser arquero del equipo de fútbol que competía en la Liga Rafaelina. Comenzó su militancia en la Juventud Universitaria Peronista de la Universidad Tecnológica Nacional de Santa Fe y luego en Montoneros. Fue asesinado el 2 de noviembre de 1976 en la ciudad de Córdoba, en el marco de un allanamiento, a la edad de 24 años.[4][5][6]
- Carignano, Rubén Luis (Detenido - Desaparecido el 28/05/1977) Nació el 29 de marzo de 1955. Curso sus estudios primarios en la escuela Rivadavia y los secundarios en el Colegio Nacional de Rafaela. “Estudiante de la carrera de Medicina Veterinaria en la Facultad de Agronomía y Veterinaria de Esperanza, antes dependiente de una orden religiosa católica y luego gracias a la lucha de los compañeros pasa a ser de la Universidad Nacional del Litoral.”[7] Militante de la Agrupación “Evita” territorial de Rafaela, organización que respondía a la Juventud Peronista. Rubén murió a causa de las torturas recibidas y se montó una escena en la que se había ahorcado. Los hechos ocurrieron el 23 de mayo de 1977 cuando fue detenido y alojado en la Jefatura de Policía de Rafaela. Cinco días más tarde apareció “ahorcado” en una unidad militar frente al Hospital Piloto de Santa Fe.[8]
- Ceretti, Conrado Guillermo (Detenido - Desaparecido el 27/07/1976) Nació el 9 de enero de 1944 en Rosario, Santa Fe.[9] Cursó sus estudios secundarios en el Colegio Nacional de la ciudad de Rafaela. “Conrado era Licenciado en Letras, traductor y ensayista y docente, escribió para la Revista Panorama, Diario Clarín y Diario La Opinión. Era esposo de Diana Griselda Guerrero detenida-desaparecida junto a Conrado, también periodista, ensayista y socióloga. Trabajaba para los diarios el Cronista Comercial y la Opinión y la Revista Discusión.”[10] Era militante del Partido Revolucionario de los Trabajadores (PRT), fue secuestrado el 27 de julio de 1976 en Capital Federal.[9]

- Colombo, Osvaldo Isidoro (Fusilado el 06/11/1976)
«Valdi» (13 de enero de 1952, Rafaela, 6 de noviembre de 1976, Corrientes, 24 años). Asesinado en el marco de un allanamiento de una vivienda particular.[11]

- Hattemer, Reinaldo Alberto «Alemán» (Detenido - Desaparecido el 25/01/1977. Fue secuestrado en la parroquia del Sagrado Corazón de Jesús de Rafaela) Nació en Rafaela, el 18 de mayo de 1953. Cursó sus estudios primarios en la escuela Rivadavia y los secundarios en la Escuela de Comercio. En 1975 vivía en Santa Fe y era delegado metalúrgico. Era militante de la Juventud Peronista junto a Silvia Suppo, su compañera que fue asesinada en el año 2010. La desaparición de Reinaldo “...es la más emblemática de la ciudad [Rafaela]. Fue secuestrado en plena celebración religiosa, cuando asistía al casamiento de su hermano Oscar. Fue el 25 de enero del '77, a las 11:30, en el atrio de la parroquia Sagrado Corazón.”[12] “Un grupo de unos ocho hombres vestidos de civil, pero que se identificaron como miembros del ejército y la policía, encañonaron a todos con armas largas, lo cargaron en un auto particular y aunque posteriormente la familia hizo todo lo posible por encontrarlo, permanece desaparecido.”[13]
- Manfredi, José Antonio (Detenido - Desaparecido el 09/12/1975. Fue secuestrado en Santa Fe). Nació el 24 de septiembre de 1948 en la localidad de Suardi, en el seno de una familia de clase media acomodada.[14] Cursó sus estudios primarios en la Escuela Normal y la secundaria en el Colegio Nacional, ambas instituciones de la ciudad de Rafaela. José estaba casado y tenía hijos. Trabajador de ENTel (Empresa Nacional de Telecomunicaciones), militante de Conducción en la Juventud Trabajadora Peronista (JTP) de Telefónicos. “De fuerte militancia montonera, muy cuidadoso de los compañeros y compañeras, después de los inicios de la represión por la la Tripe A, y de los militares, insistía mucho con la seguridad de todos.” Cuando ya había comenzado a operar el Batallón de Inteligencia en Santa Fe, meses antes del golpe militar, fue secuestrado en la calle el 9 de diciembre de 1975.[15]
- Manfortt de Trod, Cecilia (Detenida - Desaparecida el 10/01/1978. Fue secuestrada en San Nicolás). Nació el 11 de mayo de 1950 en Villa Ballester, provincia de Buenos Aires. Cursó sus estudios primarios en la Escuela n°478 "Villa Rosas" de la ciudad de Rafaela. Se casó con Jorge Trod el 24 de abril de 1973 en la Iglesia Santa Rosa de Lima de la misma ciudad. Hizo tareas comunitarias en barrios marginados, ayudando a gente carenciada, arreglando techos, zanjas, senderos, pero sobre todo enseñando a mujeres y jovencitas a hacer y arreglar ropa, a tejer y bordar. Fue secuestrada y desaparecida en San Nicolás, el 10 de enero de 1978, junto a su esposo y su bebita de 8 meses, que luego apareció en una comisaría del lugar.[16][17]

- Morel, Carlos Alberto : (Fusilado el 17/02/1977. Fue fusilado en Rosario)
- «Caco» (28 de enero de 1957, Rafaela, 17 de febrero de 1977, Rosario 20 años), cursaba el segundo año de Medicina en la Universidad de Rosario. Fue asesinado en el marco del operativo conocido como la masacre del Pasaje Marchena.
- Nicolini, Ricardo «Nico» (Detenido - Desaparecido el 17/01/1977. Fue secuestrado en Santa Fe) Nació en Rafaela, realizó sus estudios primarios y secundarios en el Colegio San José de los Hermanos Maristas, donde obtuvo el título de Perito Mercantil. Era además un destacado jugador de rugby en el Círculo Rafaelino de Rugby (CRAR). Estudiante de abogacía, trabajaba en la Jefatura de Policía de la ciudad de Santa Fe.[18]  “Por colaborar con la lucha popular fue secuestrado el 17 de enero de 1977, a los 25 años. Ese día salió muy temprano de su casa en Rafaela, llegó a Santa Fe y se fue a su casa. Nunca más se supo de él. Cuando su tía, la Señora Elvira C. Hattemer – tal como habían acordado –, le envió dinero, él ya no estaba. Ante la ausencia. Los familiares se dirigieron a la jefatura donde fueron informados por los efectivos: “no vino a trabajar en toda la semana”, les informaron.[19]

- Ponti, Yolanda Rosa   (Fusilada el 01/12/1976. Fue fusilada en Santa Fe) Nació el 6 de febrero de 1958 en Rafaela. Asistió al Colegio Nuestra Señora de la Misericordia de esa ciudad.
- (6 de febrero de 1958, Rafaela, 1 de diciembre de 1976, Ciudad de Santa Fe, 18 años). Participó en la conformación de la Asociación de Estudiantes Secundarios. En 1975 se trasladó a la ciudad de Santa Fe. Murió el 1 de diciembre de 1976 en la capital provincial, en el marco de un operativo ilegal de detención.[20]
- Porporato, María Guadalupe (Asesinada el 08/09/1974. Fue asesinada en Rosario). Nació el 6 de febrero de
- Ricciardino, Luis Anselmo (Detenido - Desaparecido el 27/04/1976. Fue secuestrado en Córdoba)

- Rossi, José Antonio :(Detenido - Desaparecido el 27/05/1976. Fue secuestrado en Mendoza)
- «Negro» (27 de octubre de 1951, Capivara, en el distrito de Rafaela, 27 de mayo de 1976, Mendoza, 24 años). Al concluir los estudios secundarios se trasladó a la ciudad de Santa Fe para estudiar Ciencias Económicas en la Universidad Católica y luego se radicó en la provincia de Mendoza. Militante de Montoneros. Fue secuestrado en un establecimiento público y permanece desaparecido.[21]

- Sinigaglia, Roberto Juan Carmelo: (Detenido - Desaparecido el 11/05/1976. Fue secuestrado en Viamonte n°1355 en la Ciudad de Buenos Aires)
- (6 de noviembre de 1934, Rafaela, secuestrado el 11 de mayo de 1976 en la provincia de Buenos Aires, 41 años). Abogado, se ocupó de la defensa de presos políticos y publicó notas en distintos medios periodísticos. Fue secuestrado a poca distancia de su lugar de trabajo, en la localidad de San Nicolás.[22]
- Tettamanti, Raúl Oscar (Asesinado el 23/11/1973. Fue asesinado en Rosario) Nació en Rafaela y cursó sus estudios primarios en la Escuela Rivadavia. Fue militante del PRT-ERP (Partido Revolucionario de los Trabajadores - Ejército Revolucionario del Pueblo).[23] "Raúl fue asesinado el 23 de noviembre de 1973 durante un operativo de difusión y propaganda en una esquina, en la ciudad santafesina de Rosario."[24]
- Trod, Jorge Luis (Detenido - Desaparecido el 10/01/1978. Fue secuestrado en San Nicolás)

- Williner, Zulema Ángela Ramona (Fue fusilada el 25/09/1975)
- «Tita» (29 de marzo de 1950, Humberto Primo, Departamento Castellanos, asesinada 26 de septiembre de 1975, Rosario, 25 años), empezó a estudiar Historia en el profesorado de Facultad Católica de Santa Fe. Militante de Montoneros.[25] Secuestrada el 23 de septiembre de 1975 y asesinada tres días después en proximidades de la autopista que une Santa Fe con Rosario, a la altura de la localidad de Timbúes.[26]

## Causa judicial
La Cámara Federal de Rosario procesó al coronel Jorge Diab, al comisario Ricardo Ferreyra, al comisario Juan Calixto Perizzotti y la sargento María Eva Aebi por distintos delitos cometidos en el marco de la represión a militantes de la Juventud Peronista de Rafaela.

## Documental

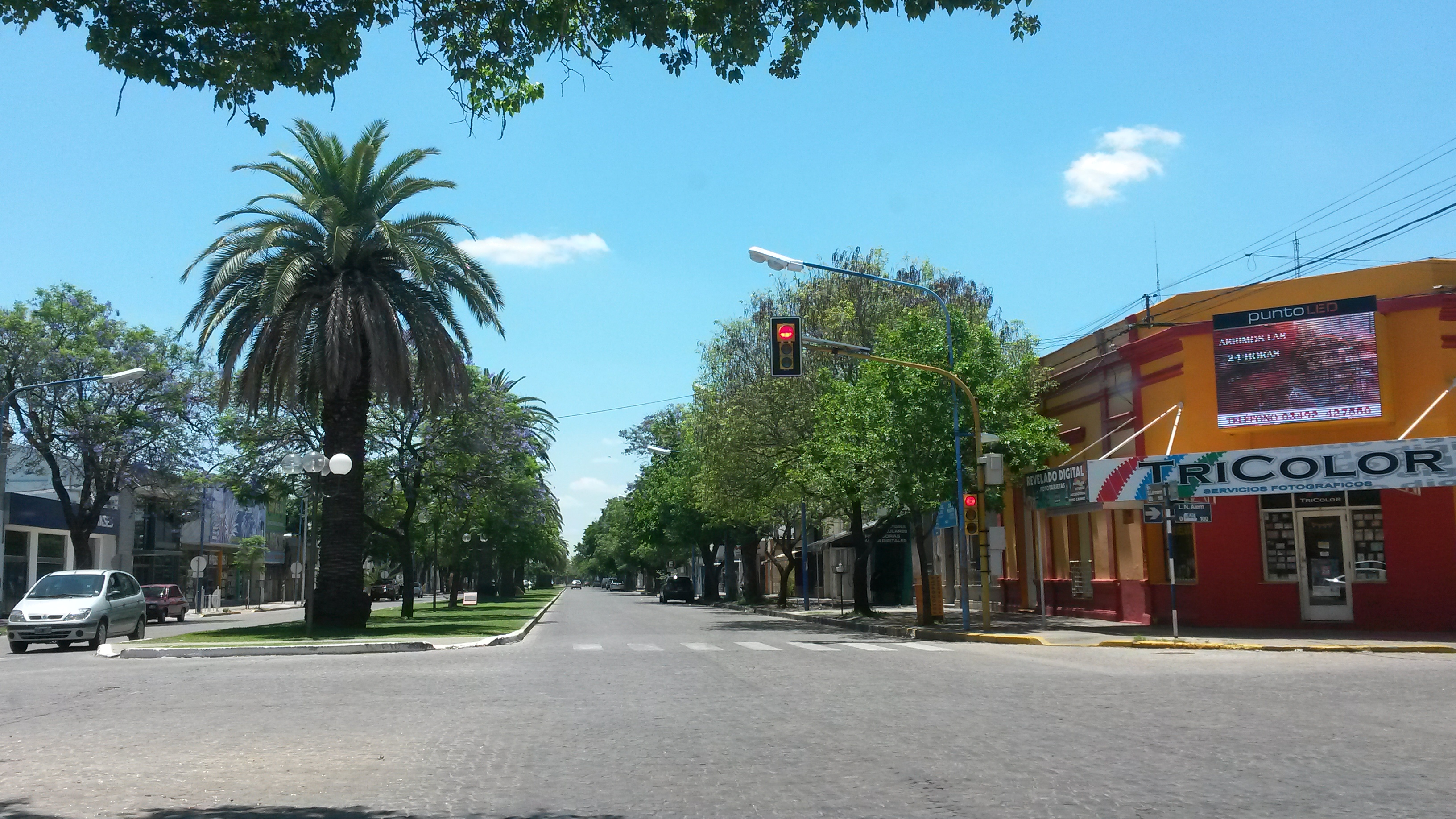
Bulevar Guillermo Lehmann, Rafaela

En el año 2013 el Espacio de la Memoria de Rafaela presentó el documental Después del eclipse, un trabajo de investigación acerca de las vidas e historias de los desaparecidos de Rafaela.